# Hippoglossina
Hippoglossina is een geslacht van straalvinnige vissen uit de familie van schijnbotten (Paralichthyidae). Het geslacht is voor het eerst wetenschappelijk beschreven in 1876 door Franz Steindachner. Steindachner beschreef in dezelfde publicatie ook de soort Hippoglossina macrops.

## Soorten
- Hippoglossina bollmani Gilbert, 1890
- Hippoglossina macrops Steindachner, 1876
- Hippoglossina montemaris de Buen, 1961
- Hippoglossina mystacium Ginsburg, 1936
- Hippoglossina oblonga (Mitchill, 1815)
- Hippoglossina stomata Eigenmann & Eigenmann, 1890
- Hippoglossina tetrophthalma (Gilbert, 1890)